# Идеальный голос 3
«Идеа́льный го́лос 3» (англ. Pitch Perfect 3) — американская музыкальная комедия режиссёра Триш Си. Сиквел фильма «Идеальный голос 2».
Мировая премьера состоялась 29 ноября 2017 года в Австралии. Выход фильма в США состоялся 22 декабря 2017 года.

## Сюжет
Спустя 3 года после событий в прошлом фильме, «Бэллы» окончили колледж и каждая имеет работу, которую ненавидит. Отчаявшись снова увидеть друг друга, Бека, «Жирная Эми», Хлоя, Обри, Лили, Стейси, Синтия Роуз, Фло, Джессика и Эшли были рады узнать, что Эмили, которая теперь лидер коллектива «Барденские Бэллы», просит их всех воссоединиться на мероприятии в Нью-Йоркском аквариуме, чтобы снова спеть друг с другом.

## В ролях
| Актёр            | Роль                  |
| Барданские Беллы | Барданские Беллы      |
| ---------------- | --------------------- |
| Анна Кендрик     | Бека Митчелл          |
| Бриттани Сноу    | Хлоя Бил              |
| Анна Кэмп        | Обри Поузен           |
| Хейли Стейнфилд  | Эмили Торчок          |
| Ребел Уилсон     | Патриция «Жирная Эми» |
| Хана Мэй Ли      | Лили Онакурамара      |
| Эстер Дин        | Синтия Роуз Адамс     |
| Алексис Кнапп    | Стейси Конрад         |
| Келли Джейкл     | Джессика              |
| Шелли Регнер     | Эшли                  |
| Крисси Фит       | Фло                   |

| Актёр              | Роль                                |
| ------------------ | ----------------------------------- |
| Энди Алло          | Чарити                              |
| Гай Бернет         | Тео                                 |
| Джон Майкл Хиггинс | телеведущий Джон Смит               |
| Элизабет Бэнкс     | телеведущая Гейл Абернати Маккадден |
| Джон Литгоу        | Фергус Хобарт                       |
| Руби Роуз          | Каламите                            |
| Мэтт Лантер        | Чикаго                              |
| DJ Khaled          | играет самого себя                  |

## Производство
11 апреля 2015 года, за месяц до выхода «Идеальный голос 2», было объявлено, что Ребел Уилсон вернётся в третий фильм, но она не знает, вернутся ли другие актёры.
Продюсер и режиссёр Элизабет Бэнкс во время продвижения второго фильма заявила, что видит возможность снять третий фильм.
10 июня 2015 года было официально подтверждено, что будет третий фильм. Сценаристом вновь выступит Кэй Кэннон.

### Кастинг
15 июня 2015 года стало известно, что Анна Кендрик и Ребел Уилсон вернутся к своим ролям. 28 июля 2015 года Бриттани Сноу подписала контракт на съёмки в сиквеле, Пол Брукс, Макс Хэнделман и Элизабет Бэнкс вернутся на пост продюсеров. 27 октября 2015 года было официально подтверждено, что режиссёром вновь выступит Бэнкс, но она покинула пост 3 июня 2016 года. 1 сентября 2016 года было объявлено, что режиссёром фильма выступит Триш Си. 18 октября 2016 года Анна Кэмп присоединилась к актёрскому составу. 13 декабря 2016 года стало известно, что актриса Руби Роуз ведёт переговоры на съёмки в фильме. 5 января 2017 года к фильму присоединились Эстер Дин, Ханна Мэй Ли, Крисси Фит, Келли Джакл, Шелли Регнер, а также певица Энди Алло. Кроме того, музыкальный продюсер Дек Шэрон подтвердил, что несмотря на то, что Алексис Кнапп не присутствовала на первой музыкальной репетиции, она вернётся в фильм. Она не была замечена на съёмочной площадке, что привело к предположению, что она не появится в фильме. 6 февраля она подтвердила что вернётся в фильм.

### Съёмки фильма
Основные съёмки начались 5 января 2017 года в Атланте, штат Джорджия и закончились 3 апреля.

## Релиз
Первоначальная дата выхода фильма 21 июля и 4 августа 2017 года. Позднее она была перенесена на 22 декабря.

## Критика

### Отзывы
Фильм получил смешанные отзывы кинокритиков. На сайте Rotten Tomatoes фильм имеет рейтинг 30% на основе 137 рецензий со средним баллом 4,61/10. На сайте Metacritic фильм имеет оценку 40/100 на основе 35 рецензий критиков, что соответствует статусу «смешанные или средние отзывы». На сайте CinemaScore зрители дали фильму оценку А-, по шкале от A+ до F.

### Награды и номинации
| Награды и номинации | Награды и номинации | Награды и номинации           | Награды и номинации | Награды и номинации | Награды и номинации |
| Награда             | Год                 | Категория                     | Номинант            | Результат           | Прим.               |
| ------------------- | ------------------- | ----------------------------- | ------------------- | ------------------- | ------------------- |
| Teen Choice Awards  | 2018                | Choice Movie: Комедия         | «Идеальный голос 3» | Номинация           | [ 29 ]              |
| Teen Choice Awards  | 2018                | Choice Movie: Актриса комедии | Анна Кендрик        | Победа              | [ 29 ]              |
| Teen Choice Awards  | 2018                | Choice Movie: Актриса комедии | Ребел Уилсон        | Номинация           | [ 29 ]              |
| Teen Choice Awards  | 2018                | Choice Movie: Актриса комедии | Хейли Стейнфилд     | Номинация           | [ 29 ]              |